# Skutskärs IF
Skutskärs IF är en idrottsförening i Skutskär i Älvkarleby kommun i Sverige. Föreningen delades upp i Skutskärs IF Bandyklubb och Skutskärs IF Fotbollsklubb 1989, som dock är en alliansförening.
Den första idrottsföreningen i Skutskär lades ned redan 1887. Ett nytt försök gjordes 1906, denna nya föreningen har fotboll och friidrott på programmet och var verksam fram till 1909, då den avstannade i samband med "storstrejken".
Skutskärs Idrottsförening bildades den 10 juni 1915 med gymnastik, friidrott och fotboll på programmet. Till förste ordförande valdes Robert Strand . Bandy togs upp på verksamhetsprogrammet 1919, och det är i bandy de största framgångarna kommit, med SM-guld på herrsidan 1944, 1959 och på damsidan 2018. Den 20 juli 1920 invigdes Skutskärs IP. 

## Ordförande i huvudstyrelsen
- 1915-1931 - Robert Strand
- 1932-1935 - Bror Auge
- 1936-1943 - Edvin Ullström
- 1944-1946 - Gunnar Jonsson
- 1947-1948 - Henning Carlsson
- 1949 - Conrad Söderberg
- 1950-1957 - Evert Bohlund
- 1958-1959 - Nils Omdal
- 1960-1961 - Ragnar Jonsson
- 1962 (mars-oktober) - Ivan Andersson
- 1963-1964 - Erik Calles
- 1965-1966 - Ragnar Littke
- 1967-1969 - Sune Wallin
- 1970-1975 - Sven Persson
- 1976-1980 - Jan Jonsson
- 1981-1982 - Tage Lennartsson
- 1983-1989 - Torbjörn Åkerlind